# Liste des clochers-murs des Hautes-Pyrénées
Cet article recense les édifices religieux des Hautes-Pyrénées, en France, munis d'un clocher-mur.

## Liste

### Galerie

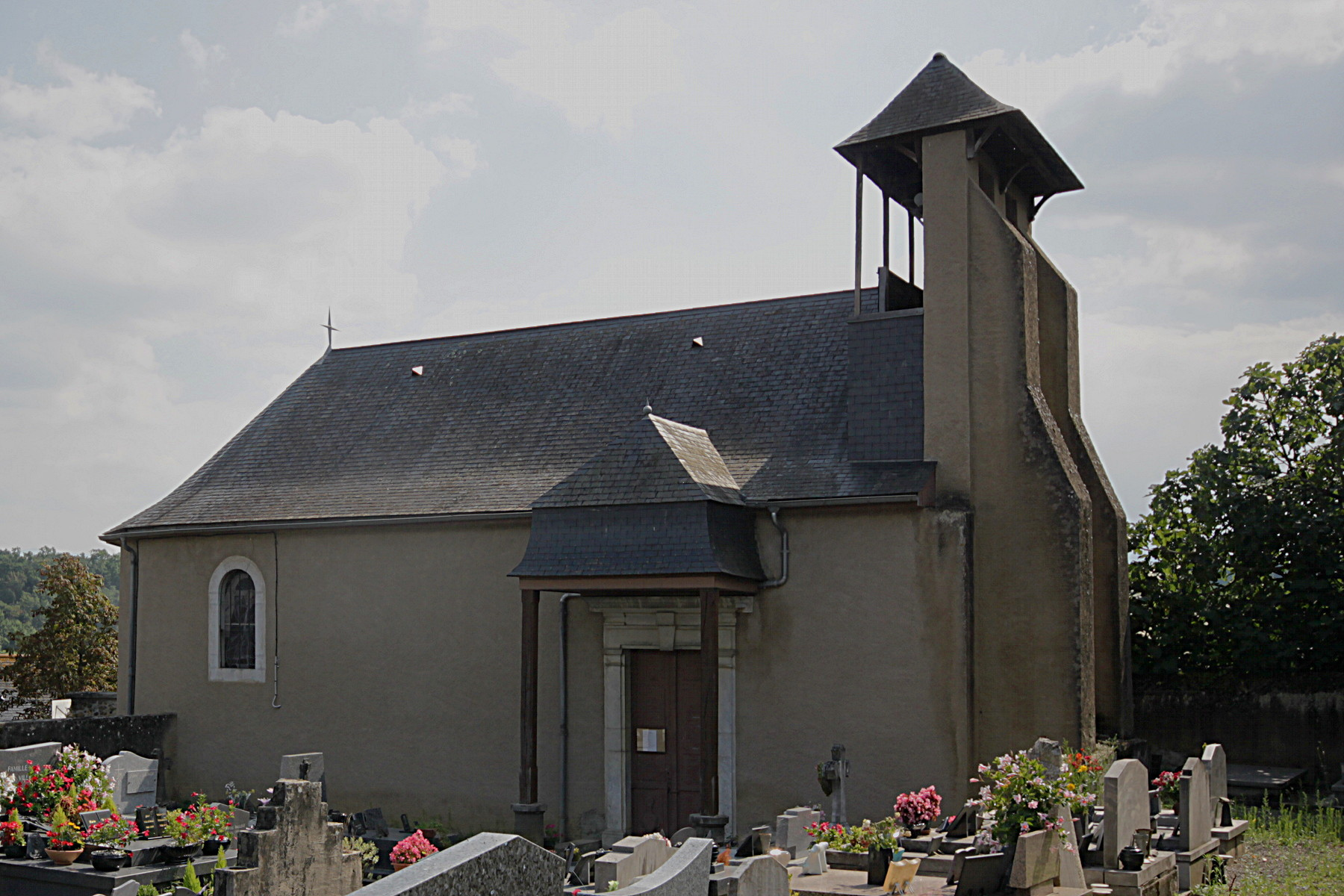
Angos
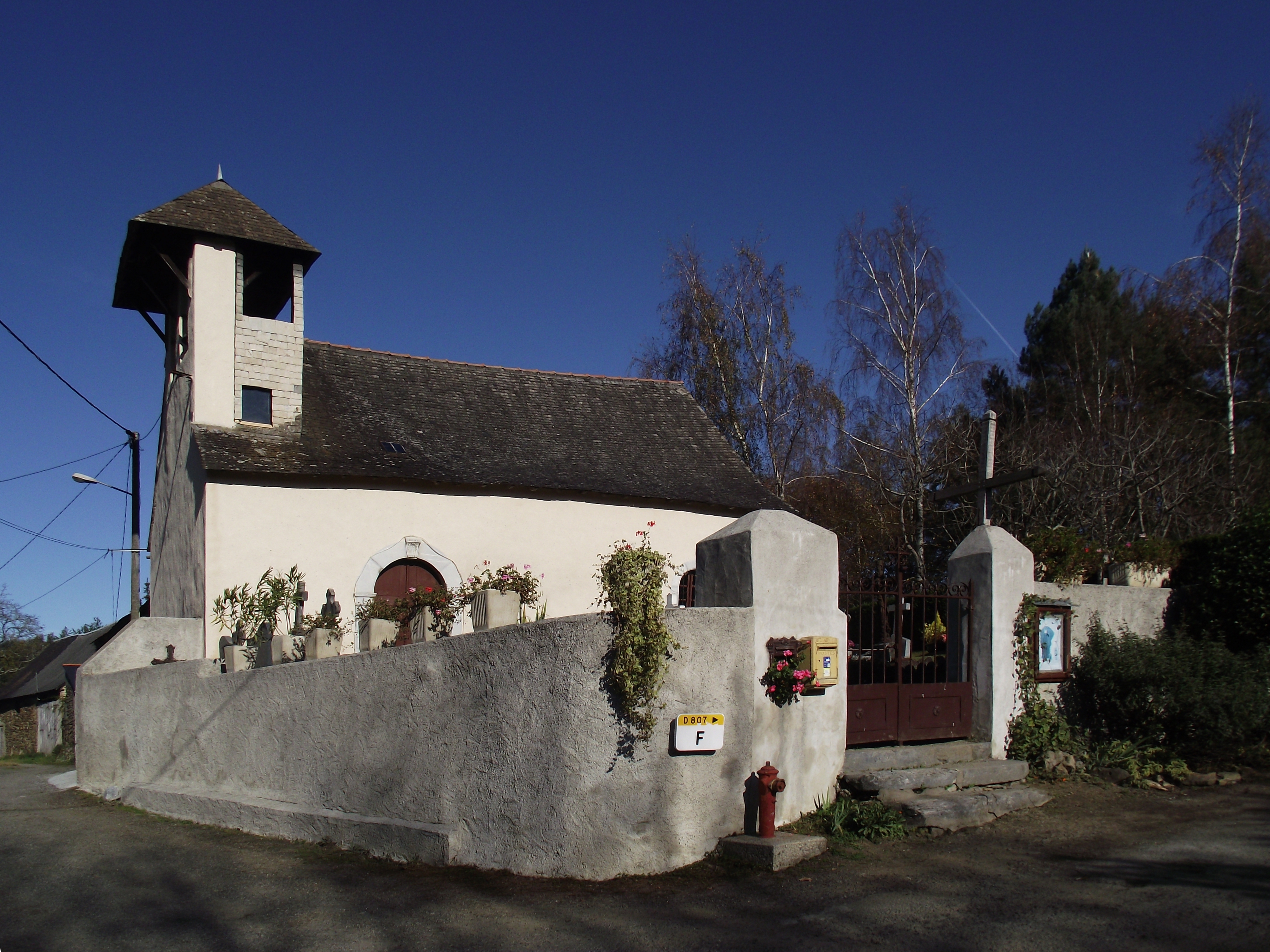
Arrayou-Lahitte
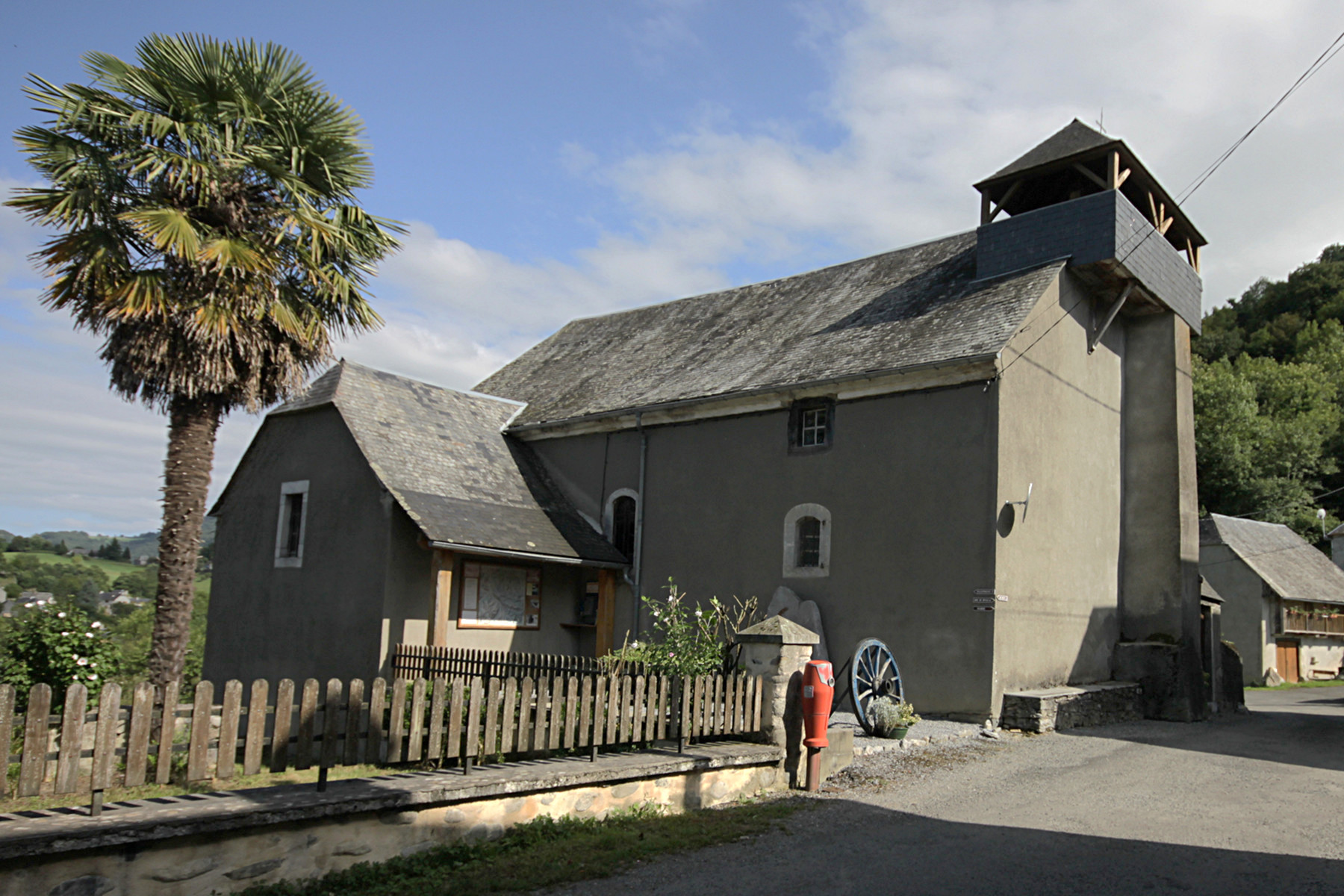
Arrodets
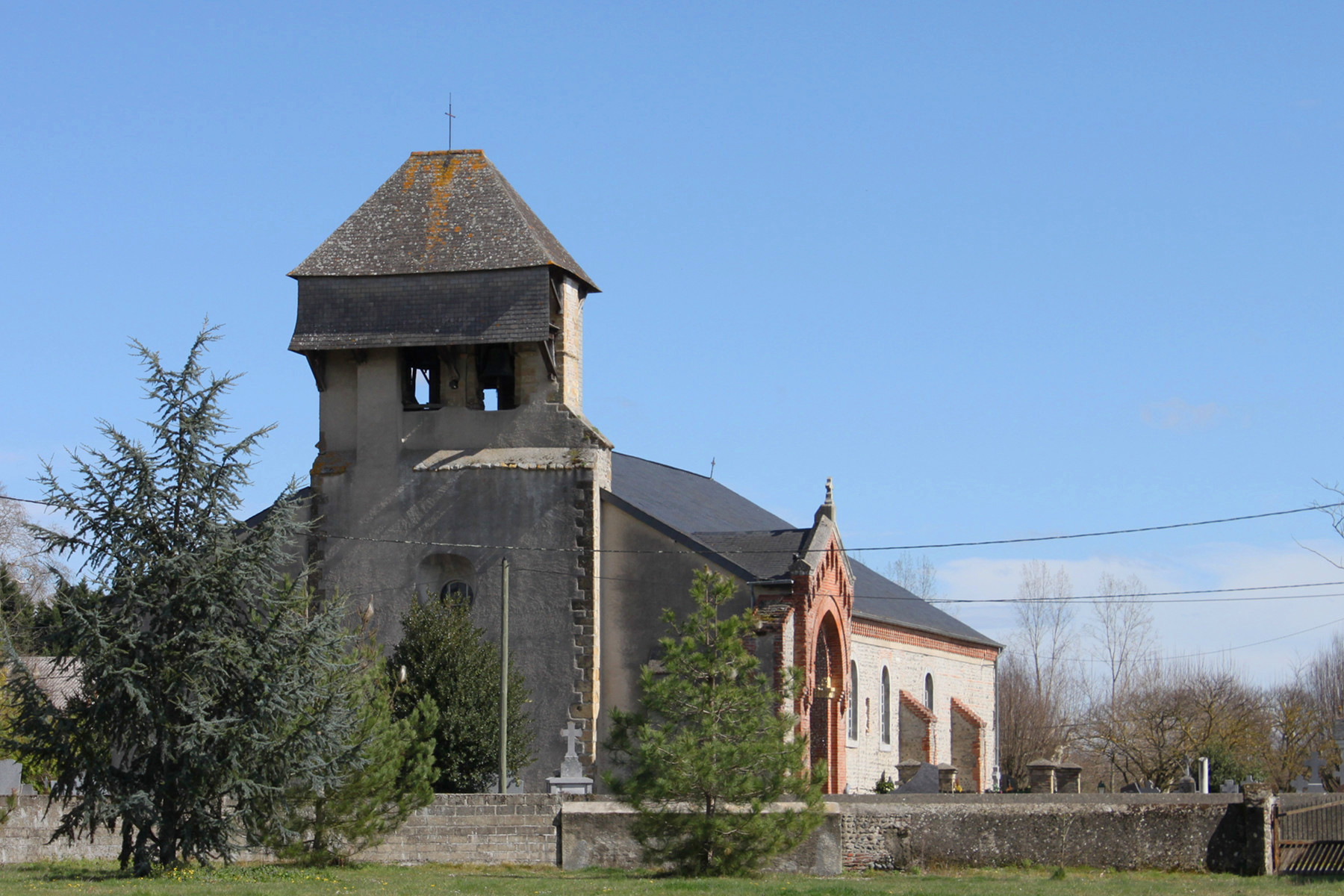
Artagnan
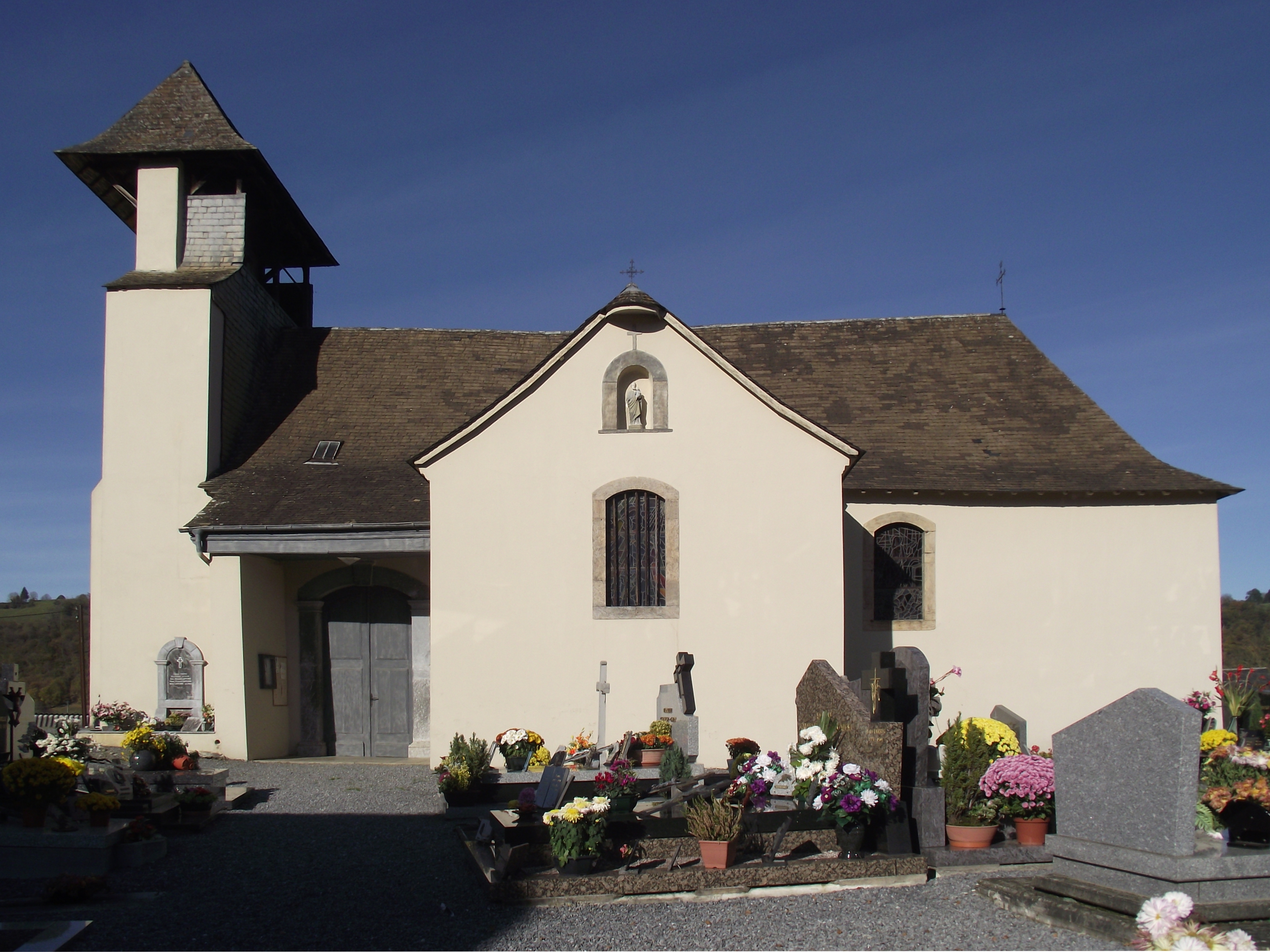
Arcizac-ez-Angles
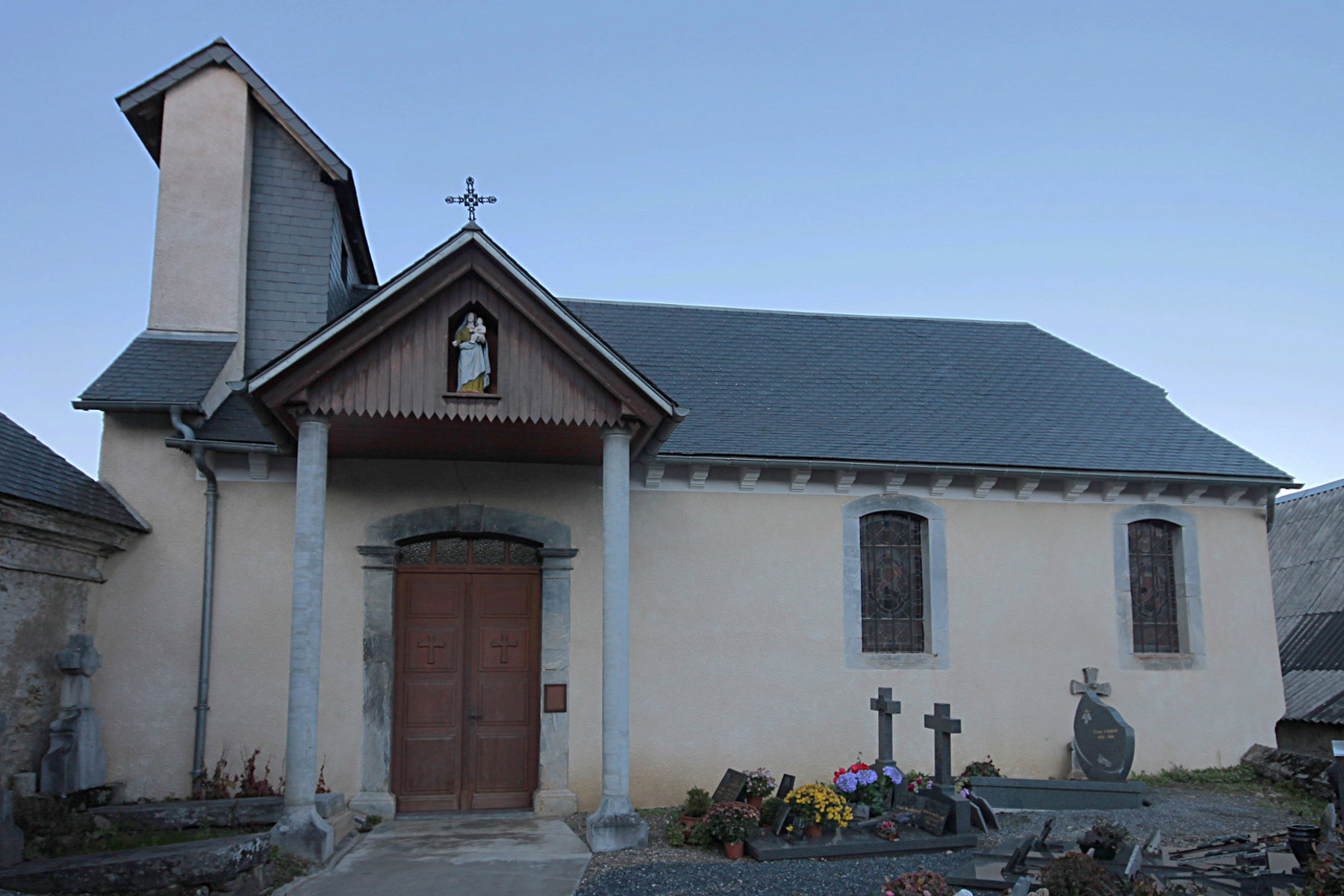
Artigues
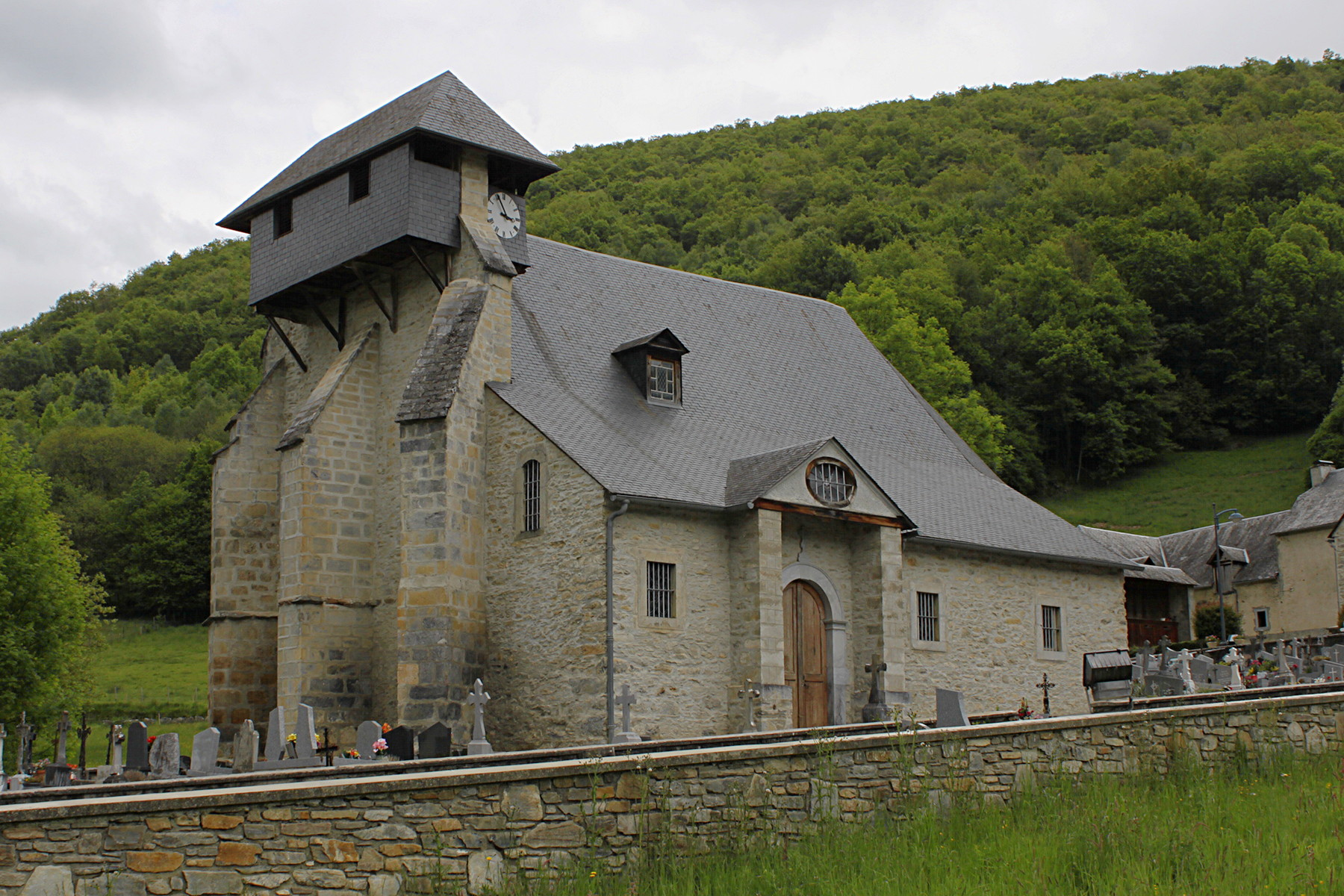
Asque
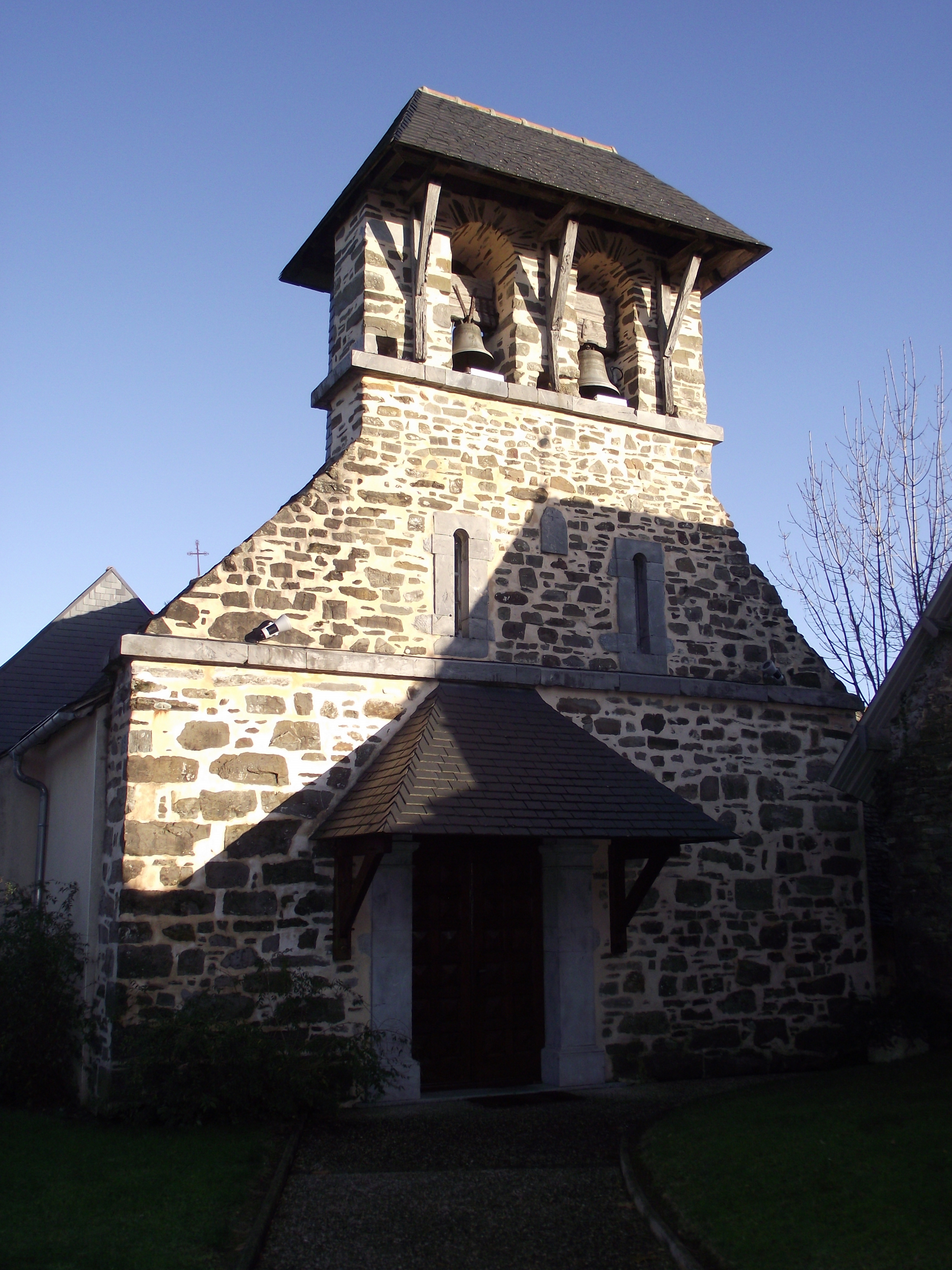
Averan
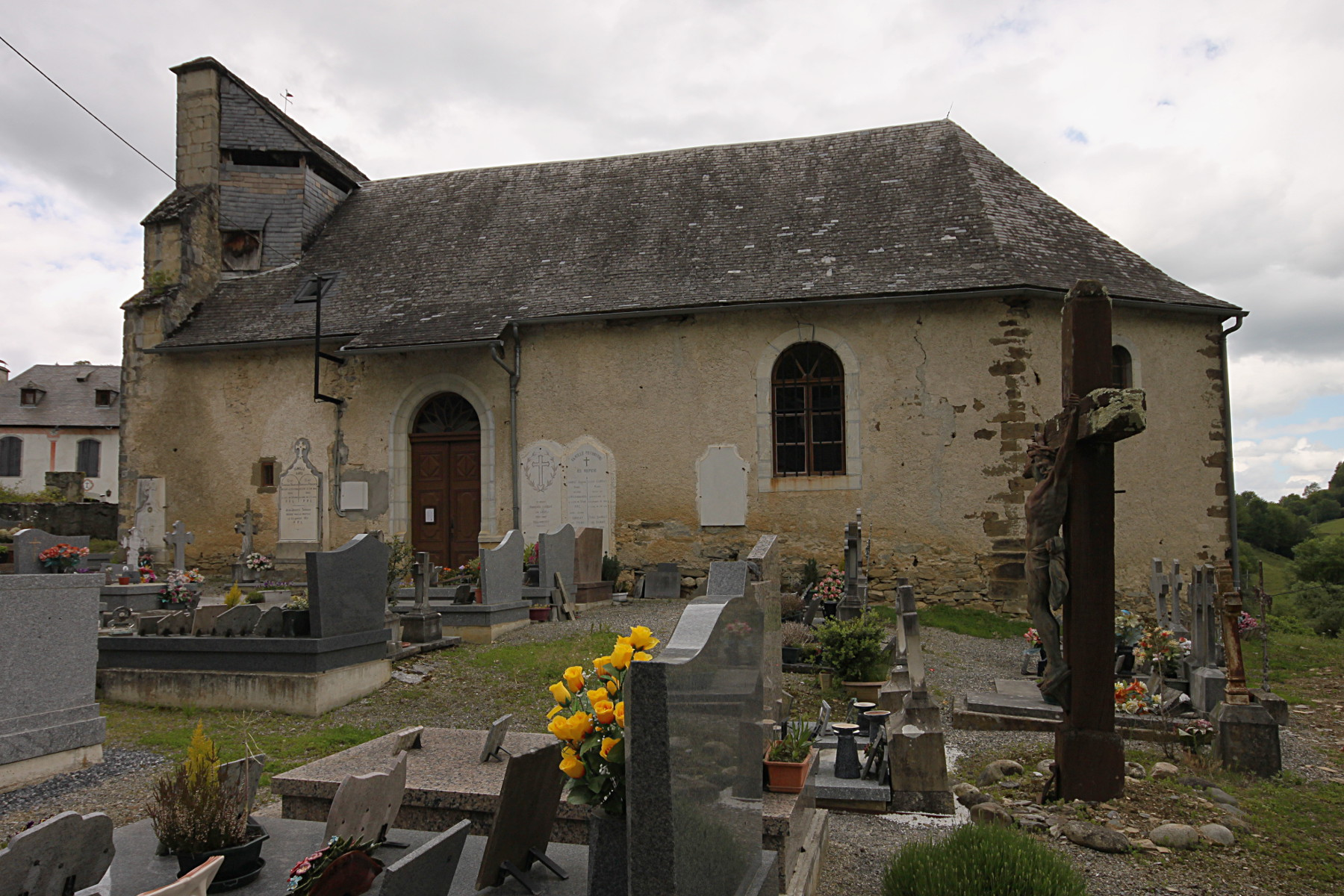
Banios
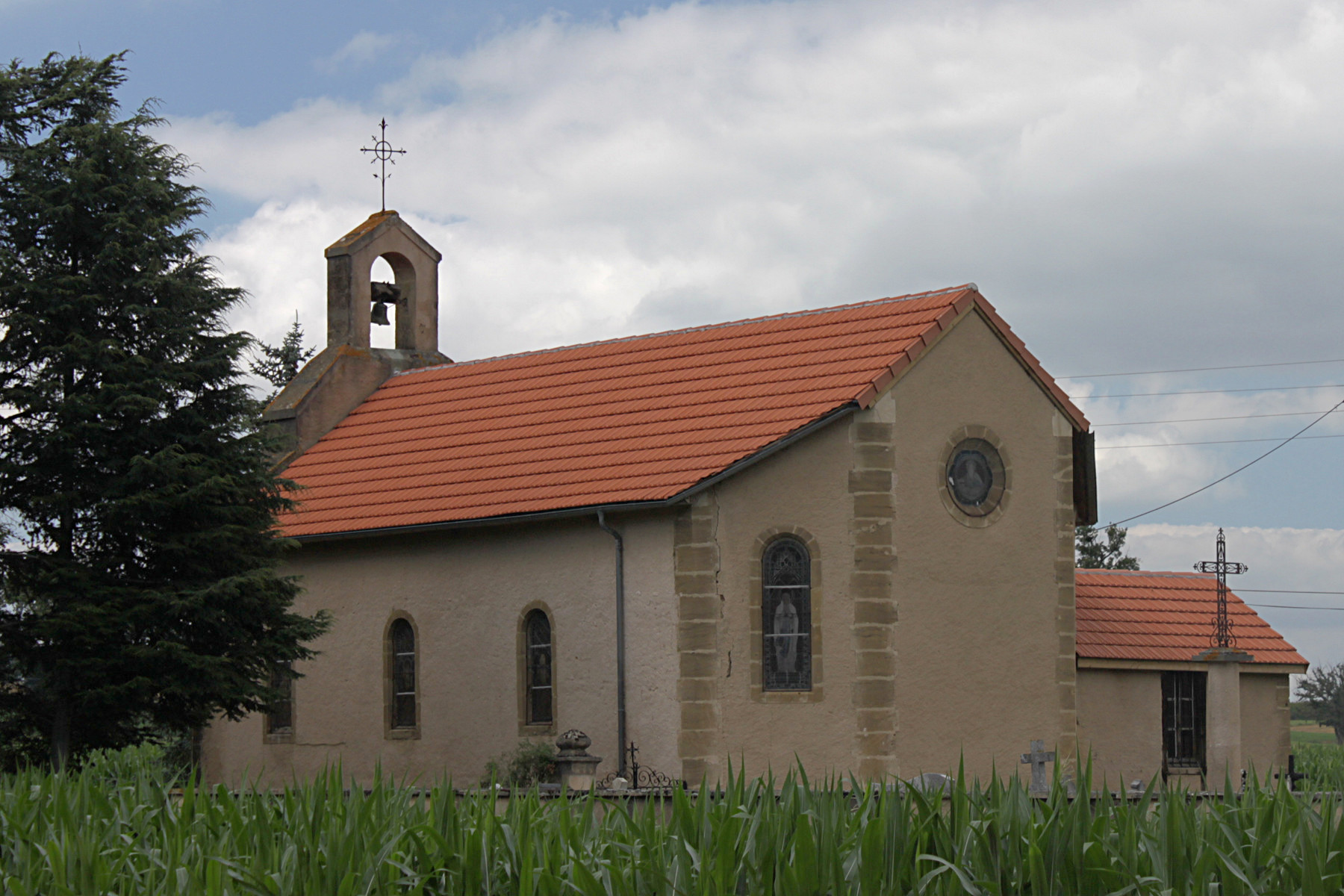
Barthe
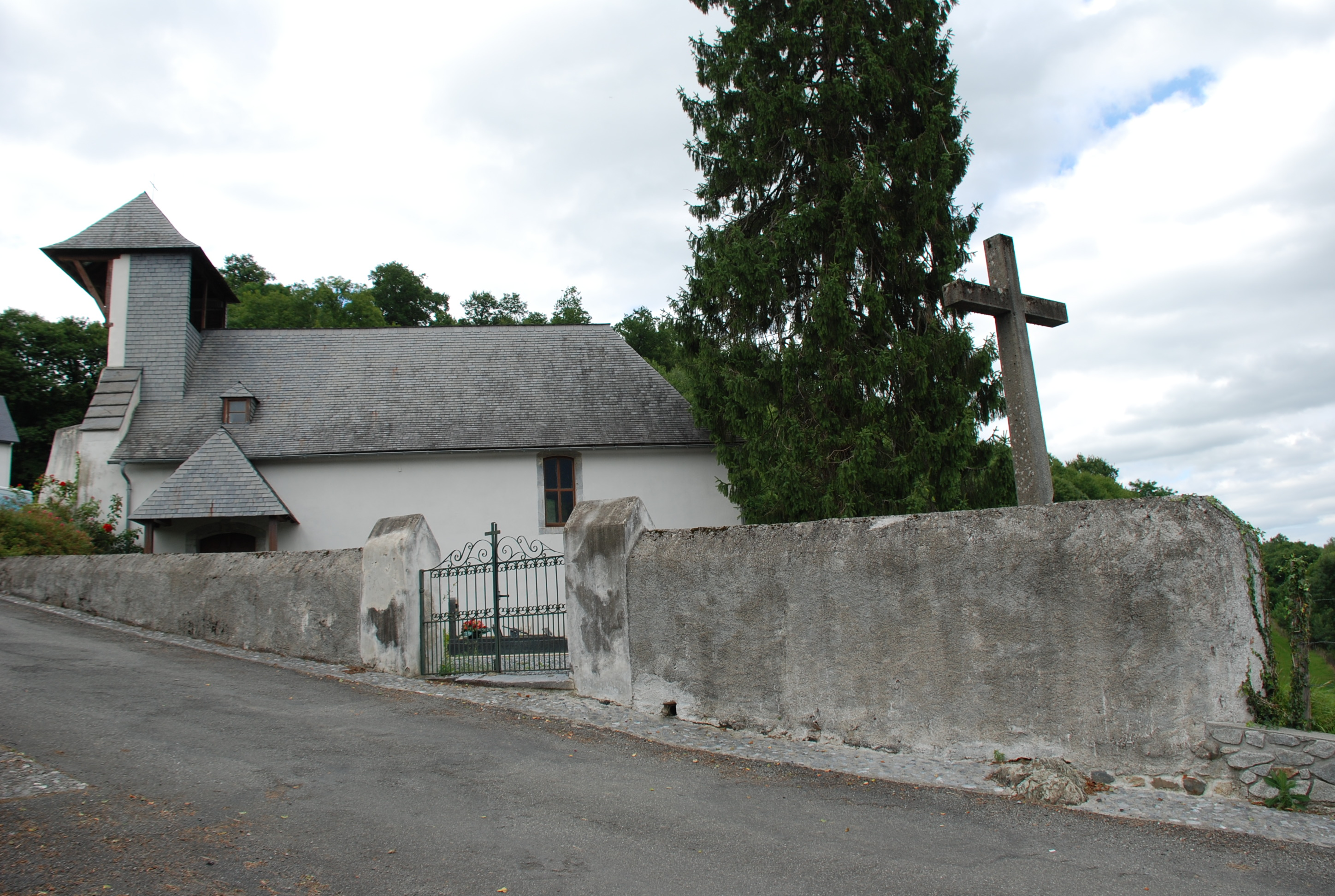
Bourréac
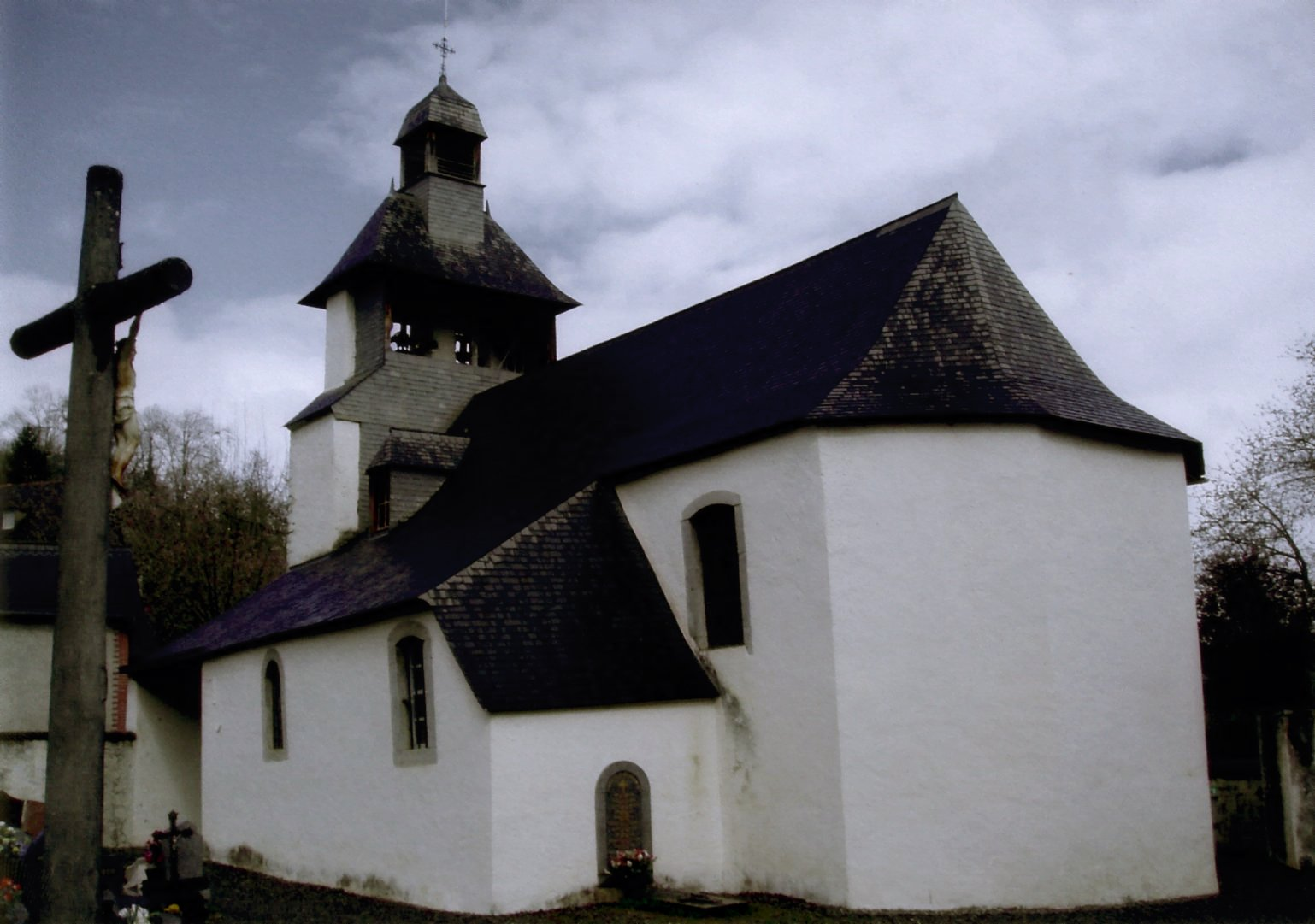
Les Angles, église Saint-Étienne
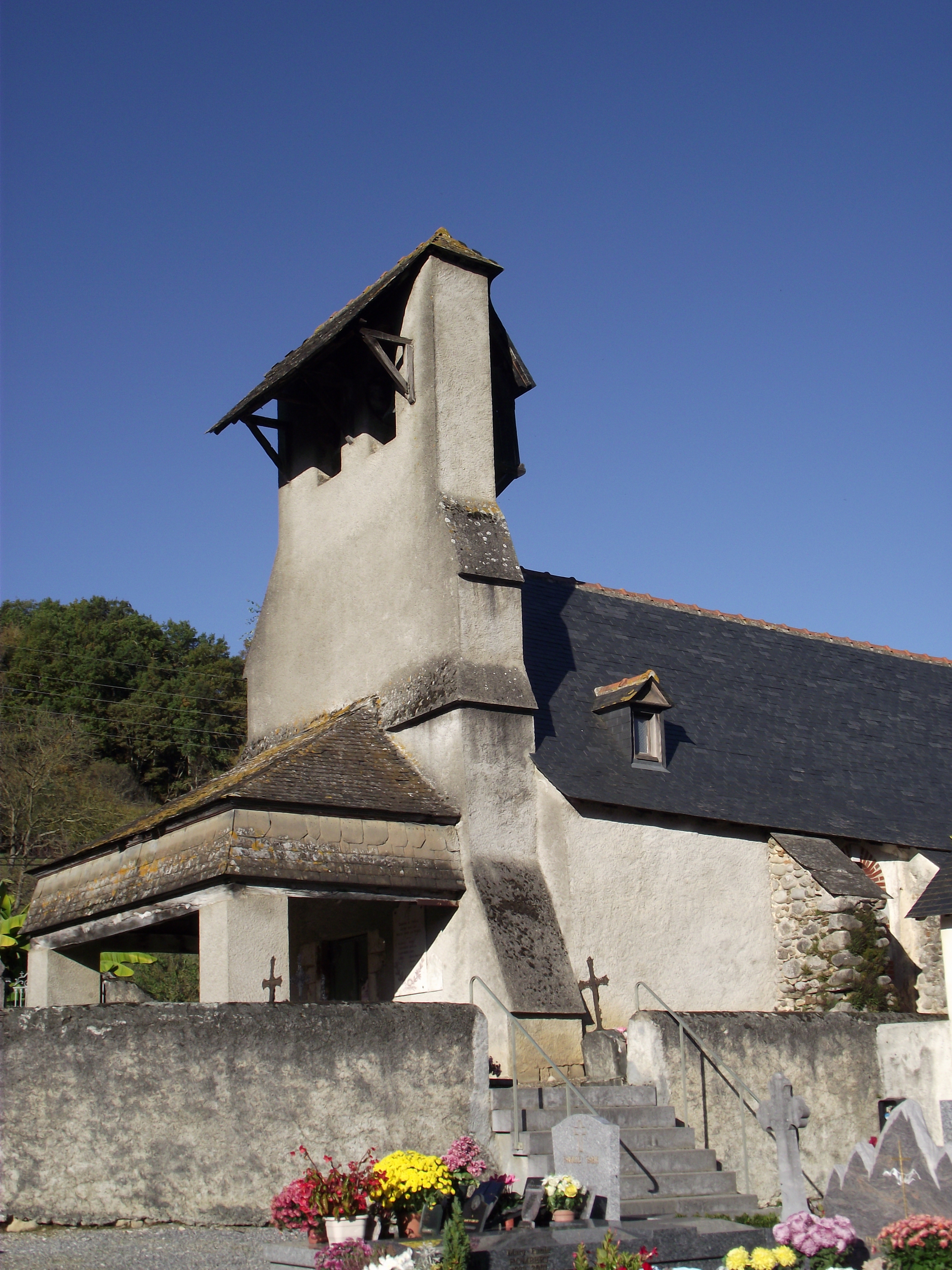
Paréac
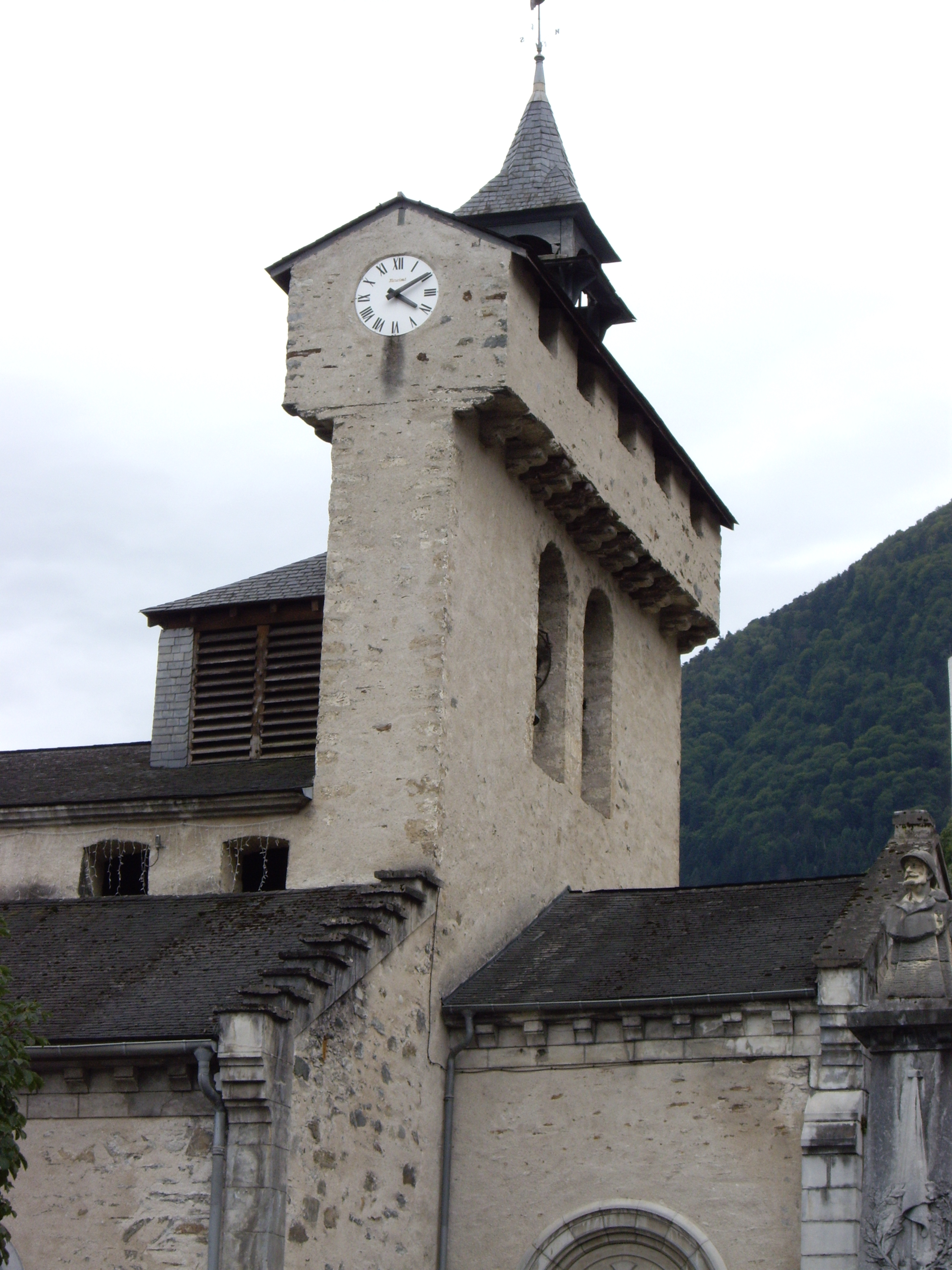
Soulom
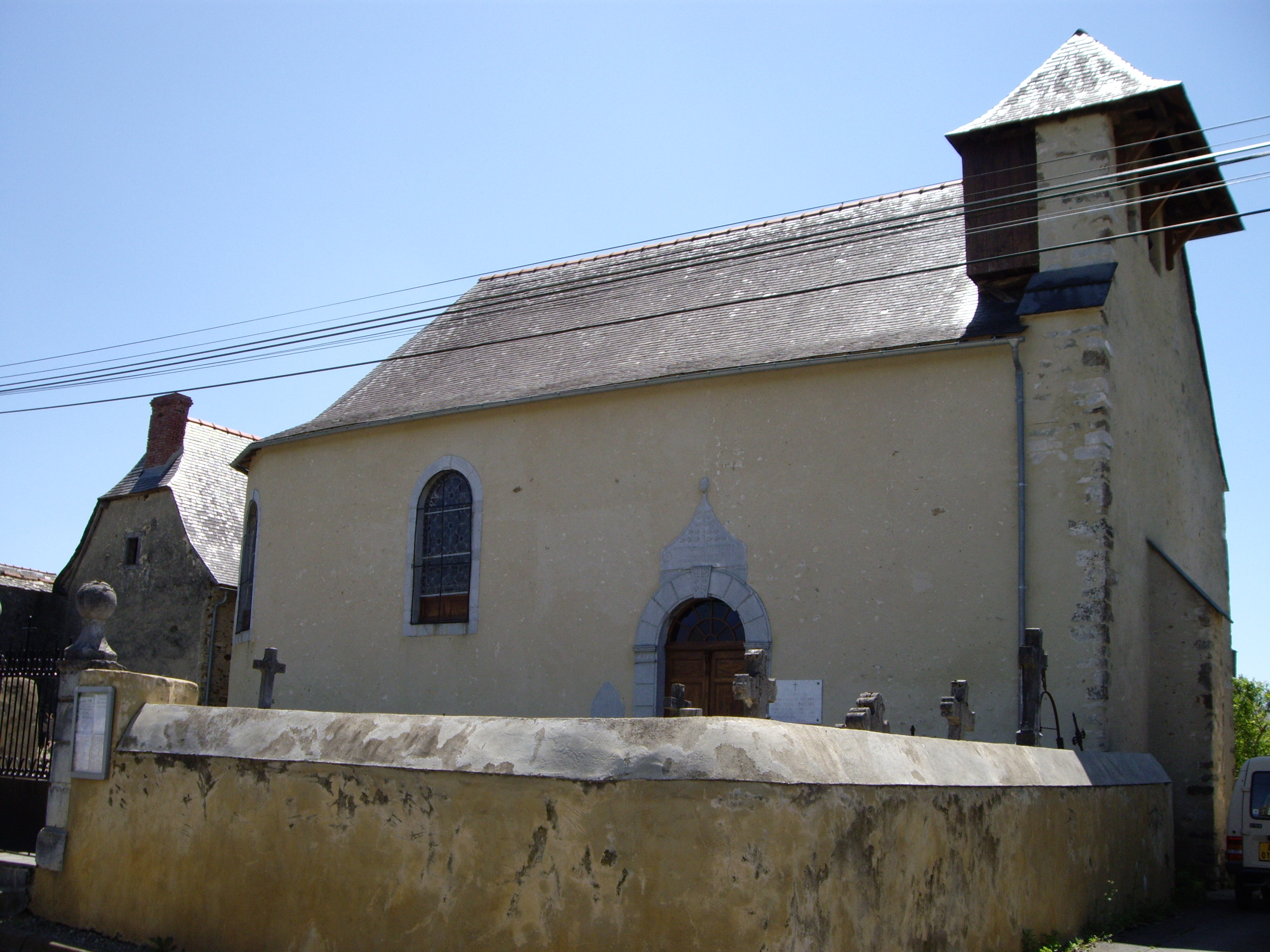
Visker

### Églises
- Église Saint-Laurent de Pouchergues
- Église Saint-Barthélemy d'Andrest
- Église Saint-Saturnin d'Angos
- Église Saint-Étienne des Angles
- Chapelle des Templiers d'Aragnouet
- Église Saint-Caprais d'Arcizac-ez-Angles
- Église Saint-Martin d'Arrayou
- Église Saint-Nazaire d'Artagnan
- Église du Martyre de Saint-Jean-Baptiste d'Artigues
- Église Saint-Martin de Marsous
- Église Saint-Pierre d’Asque
- Église Saint-Martin d'Averan
- Église Saint-Blaise d'Arrodets
- Église Sainte-Lucie d'Ost
- Église Saint-Vincent de Bagnères-de-Bigorre
- Église de la Nativité-de-la-Sainte-Vierge de Banios
- Église Saint-Exupère de Barthe
- Église Saint-Martin d'Is
- Église Saint-Jean-l'Évangéliste de Batsère
- Église de l’Assomption de Berbérust
- Église Saint-Vincent de Silhen
- Église Saint-Jean-Baptiste d'Asmets
- Église de la Toussaint de Bourréac
- Église Saint-Germé d'Ilhan
- Église Saint-Barthélemy de Boulin
- Église Saint-Martin de Calavanté
- Église Saint-Jean-Baptiste de Mazères
- Église Saint-Saturnin de Cazaux-Debat
- Église de l’Assomption de Coussan
- Église de l'Invention-de-Saint-Étienne d'Ens
- Église Saint-Pierre de Pouts
- Église de l’Assomption d'Esparros
- Église Saint-Martin d'Espieilh
- Église Saint-Pierre de Fréchendets
- Église Saint-Saturnin de Fréchet-Aure
- Église Saint-Jean-l'Évangéliste de Fréchou-Fréchet
- Église Saint-Jean-Baptiste de Gayan
- Église Saint-Barthélemy de Gazave
- Église Saint-Jean-Baptiste de Gazost
- Église Saint-Gilles de Ger
- Église de l'Invention-de-Saint-Étienne de Germ
- Église Saint-Germé de Gez
- Église Saint-Louis de Gez-ez-Angles
- Église Saint-Pierre de Gonez
- Église Saint-Martin de Grailhen
- Église Saint-Michel de Hagedet
- Église Saint-Roch de Hiis
- Église Saint-Martin de Jarret
- Église Saint-Roch d'Ayné
- Église Saint-Jean-Baptiste de Lousourm
- Église Saint-Pierre de Julos
- Église Notre-Dame-de-l'Assomption de Juncalas
- Église Saint-Michel de Laran
- Église Saint-Laurent de Balagnas
- Église Saint-Pierre de Lhez
- Église Sainte-Marie-Madeleine de Loudervielle
- Église Sainte-Bernadette d'Anclades
- Église Saint-Saturnin de Lugagnan
- Église Saint-Jean-l'Évangéliste de Mingot
- Église de l'Assomption de Montignac
- Église Saint-Martin d'Ourde
- Église Saint-Étienne de Pailhac
- Église de l'Assomption de Paréac
- Église Saint-Martin de Peyrouse
- Église Martyre de-Saint-Jean-Baptiste de Pintac
- Église Saint-Sébastiende Préchac
- Église Saint-Bertrand-de-Comminges de Saint-Lary
- Église Sainte-Marie de Saint-Pastous
- Église Saint-Michel de Vizos
- Église Saint-Vincent de Samuran
- Église Saint-Jean-Baptiste de Sireix
- Église Saint-André de Soulom
- Église Sainte-Eulalie de Talazac
- Église Saint-Denis-Saint-Nicolas de Tramezaïgues
- Église Saint-Orens d'Ugnouas
- Église Saint-Martin de Viger
- Église de l'Assomption de Villefranque
- Église Saint-Martin de Villelongue
- Église Notre-Dame-de-l'Assomption de Villenave-près-Béarn
- Église de la Nativité-de-la-Sainte-Vierge de Villenave-près-Marsac
- Église Saint-Jean-Baptiste de Visker